# Franciszek Sonik
Franciszek Sonik (ur. 17 września 1885 w Wawrzeńczycach, zm. 27 listopada 1957 w Kielcach) – polski duchowny rzymskokatolicki, biskup pomocniczy kielecki w latach 1936–1957.

## Życiorys
Urodził się 17 września 1885 w Wawrzeńczycach. Ukończył gimnazjum w Pińczowie. Od 1902 studiował w seminarium duchownym w Kielcach, następnie od 1907 w Akademii Duchownej w Petersburgu, gdzie w 1911 uzyskał magisterium z teologii. 5 marca 1911 został wyświęcony na prezbitera przez biskupa pomocniczego mohylewskiego Jana Cieplaka. Inkardynowany został do diecezji kieleckiej.
W latach 1911–1930 był wikariuszem parafii katedralnej w Kielcach i kapelanem biskupa Augustyna Łosińskiego. Ponadto piastował stanowisko sekretarza kurii, prowadził wykłady z historii Kościoła w kieleckim seminarium duchownym, był prefektem w kieleckich szkołach i pełnił funkcję kapelana Okręgowego Towarzystwa Gimnastycznego „Sokół”. W latach 1930–1936 zajmował stanowisko proboszcza parafii św. Wojciecha w Kielcach i dziekana dekanatu kieleckiego. Od 1923 był kanonikiem kapituły katedralnej. Wyznawał poglądy endeckie i z ramienia Stronnictwa Narodowego zasiadał w kieleckiej radzie miejskiej.
16 grudnia 1935 został prekonizowany biskupem pomocniczym diecezji kieleckiej ze stolicą tytularną Margum. Sakrę biskupią przyjął 25 lutego 1936 w katedrze Wniebowzięcia Najświętszej Maryi Panny w Kielcach. Konsekrował go biskup diecezjalny kielecki Augustyn Łosiński w asyście Kazimierza Tomczaka, biskupa pomocniczego łódzkiego, i Jāzepsa Rancānsa, biskupa pomocniczego ryskiego. Z powodu skonfliktowania się biskupa Augustyna Łosińskiego z rządem władze państwowe do listopada 1938 nie wypłacały mu uposażenia z budżetu państwa. Dwukrotnie zarządzał diecezją jako wikariusz kapitulny – w latach 1937–1938 po śmierci biskupa Augustyna Łosińskiego i w latach 1951–1956 w okresie aresztowania biskupa Czesława Kaczmarka.
Był współkonsekratorem podczas sakry biskupa pomocniczego częstochowskiego Antoniego Zimniaka (1936) i biskupa pomocniczego sandomierskiego Franciszka Jopa (1946).
Zmarł 27 listopada 1957 w Kielcach. Został pochowany na cmentarzu Starym w Kielcach w grobowcu członków kapituły kieleckiej.